# Alfonso Sánchez Martínez
Alfonso Sánchez Martínez (Toledo, 11 de julio de 1911-Madrid, 8 de septiembre de 1981) fue un periodista y crítico de cine español.

## Biografía
Aunque nació casualmente en Toledo, hunde sus raíces en la localidad murciana de Lorquí, pues de allí eran sus padres y familia y allí se escapaba cuando se lo permitían sus actividades. A su padre, Alfonso Sánchez Ibáñez, inspector de Primera Enseñanza, le destinaron temporalmente a esta ciudad, donde su esposa, Práxedes Martínez Carbonell, fue a visitarle, y en la pensión en la que se hospedaban dio a luz. A los tres meses de edad la familia se trasladó a Madrid, nuevo destino de su padre; en la capital de España estudió la primera enseñanza en los Escolapios de Embajadores y el bachillerato en el Instituto San Isidro. Con veintiún años terminó la carrera de Derecho en la Universidad Central de la calle de San Bernardo, de la que obtendría el diploma en 1932 y en este mismo año obtuvo el título de maestro. El golpe de Estado en España de julio de 1936 se produce estando él de vacaciones en Lorquí, pero logró incorporarse al ejército insurrecto, actuando como redactor de una emisora de radio. Terminó la guerra con el grado de alférez provisional y regresó a su casa de Madrid, en el número 13 de la calle del Doctor Cortezo, donde viviría hasta su muerte.
Nunca ejerció la carrera de Derecho para consagrarse al cine, su gran pasión, escribiendo sobre él en diferentes medios. En primer lugar, antes de la guerra, en la revista Misiones, y a partir de 1941 en el diario El Alcázar de Madrid y en las revistas Primer Plano y Cámara. Desde los años cuarenta participó también en La Codorniz con el pasatiempo "¿Está usted seguro?", y más tarde con una serie de artículos firmados con el pseudónimo de "Chistera", bajo el título "Nada con sifón", que publicó semanalmente hasta 1977. También colaboró a partir de 1951 en La Hoja del Lunes de Madrid, en el diario Informaciones a partir de 1954 con su famosa "Mi Columna", y posteriormente en ABC.

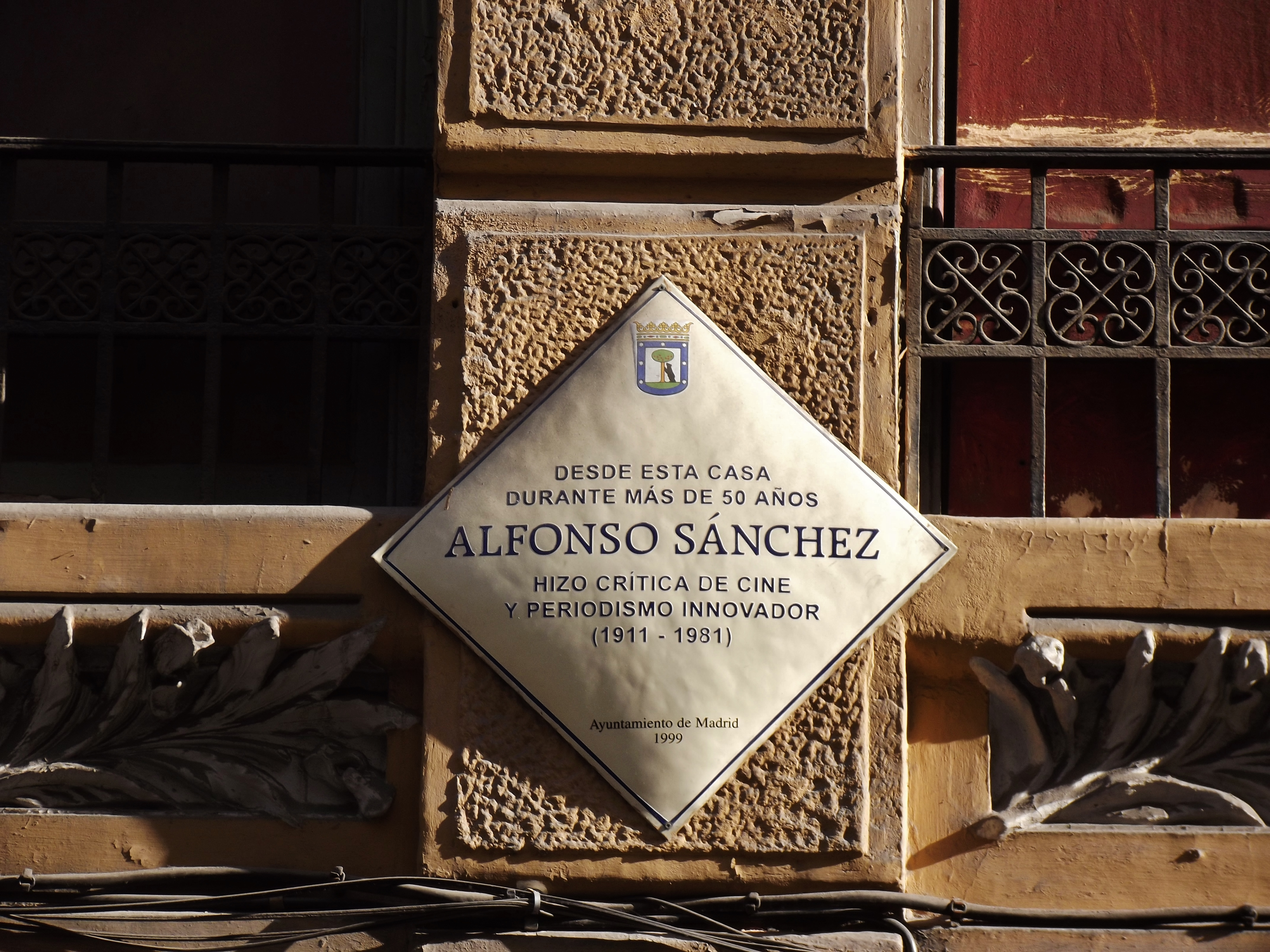
Placa conmemorativa en la calle del Doctor Cortezo de Madrid.

Debutó en TVE en 1959 donde con el tiempo alcanzaría gran popularidad con sus valoradas críticas de cine en programas como Punto de vista (1963), En Antena (1963), Panorama de Actualidad (1963), Buenas Tardes (1970-1974), Revistero (1975) o Revista de cine (1975-1979). 
A pesar de su estrecha vinculación con el mundo de la pantalla, sólo en una ocasión trabajó como guionista en una película: Pacto de silencio (1949) de Antonio Román. En 1980 José Luis Garci le hizo su particular homenaje con el cortometraje titulado Alfonso Sánchez. Amigo de Jardiel, Mihura, Tono, Herreros, Mingote, y madrileño de adopción, fue recordado por el Ayuntamiento de Madrid con una placa homenaje colocada en el edificio de su casa en Doctor Cortezo, donde se lee: «Desde esta casa durante más de 50 años Alfonso Sánchez hizo crítica de cine y periodismo innovador (1911-1981)».  
Entre los libros que publicó, destacan ¿Está usted seguro? Mis mil preguntas en La Codorniz, con prólogo de Adriano del Valle (años 40), y en 1972 Iniciación al cine moderno, Editorial Magisterio Español, dos volúmenes. Y un par de volúmenes ajenos a su especialidad: Los mandos aliados de la invasión y La caza alemana.
El periodista y crítico cinématográfico falleció la tarde del 8 de septiembte de 1981 en el Hospital Provincial de Madrid, a los setenta años de edad, a causa de una afección pulmonar que padecía desde hacía años, por la que tuvo que ser hospitalizado cinco meses antes, cuando asistía al último festival de Cannes.

## Premios y condecoraciones
Medallas del Círculo de Escritores Cinematográficos
| Año  | Categoría             | Trabajo              | Resultado |
| ---- | --------------------- | -------------------- | --------- |
| 1952 | Mejor labor literaria |                      | Ganador   |
| 1957 | Mejor labor literaria |                      | Ganador   |
| 1972 | Mejor libro           | Introducción al cine | Ganador   |
| 1981 | Mención especial      | Revista de cine      | Ganador   |

- Premio de la Dirección General de Cinematografía y Teatro (1963).
- Encomienda de la Orden de Isabel la Católica. Madrid, 17 de junio de 1975.
- Título de Comendador de la Orden del Mérito Civil. Madrid, 24 de octubre de 1977.
- Premio nacional Bravo, instituido por la Comisión Episcopal de Medios de Comunicación Social (1977).
- Título de Comendador de Número de la Orden del Mérito Civil. Madrid,16 de abril de 1979.
- Medalla del trabajo (1979).
- Tiene una calle en el municipio de Almería.